# 핑후시

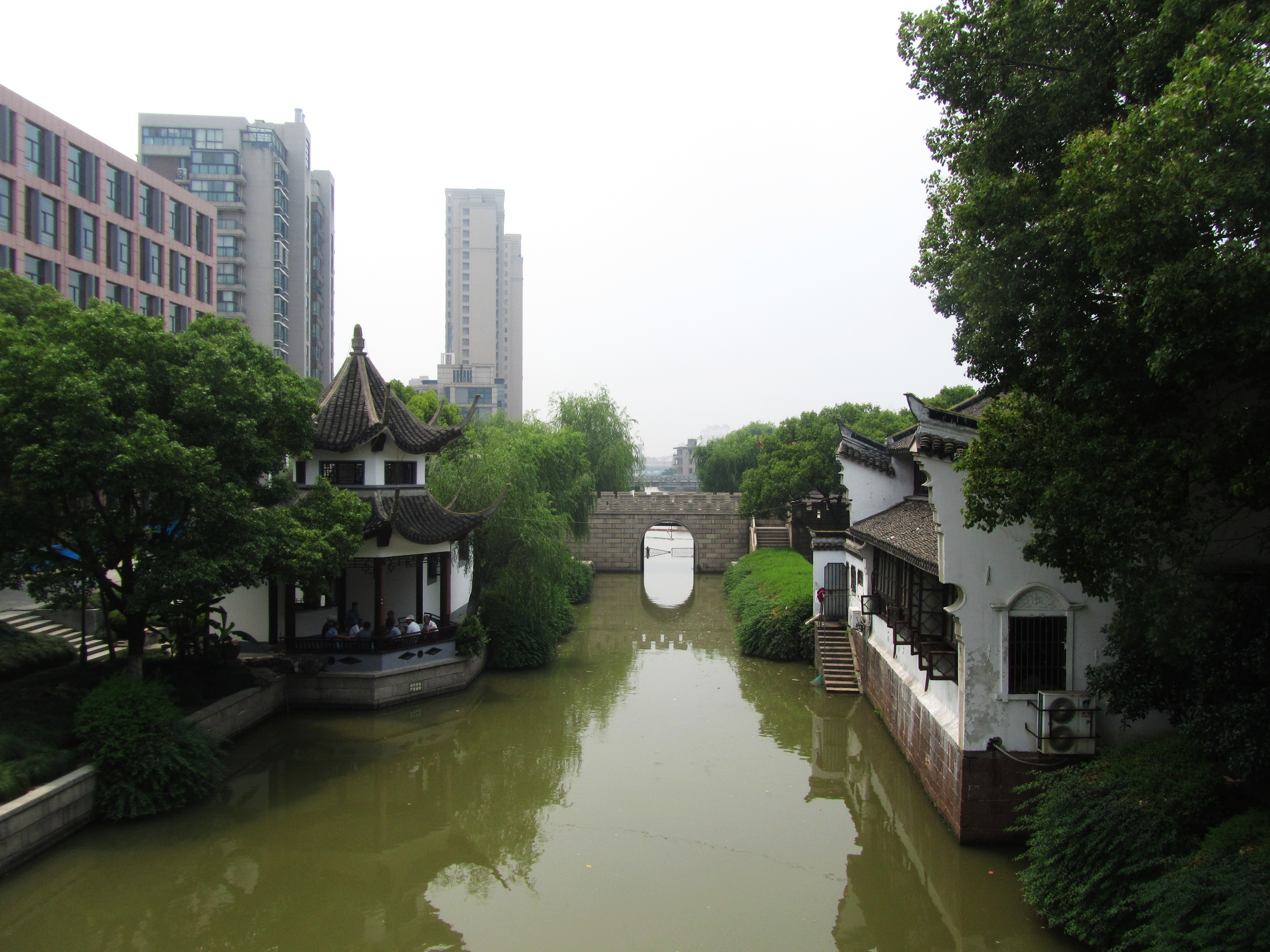

핑후시(한국어: 평호시, 중국어: 平湖市, 병음: Pínghú Shì)는 중화인민공화국 저장성 자싱시의 북동쪽에 위치하고 동중국해 및 항저우만 북쪽 해안과 접한다. 명나라 이전에 핑후는 하이옌현의 일부였다. 1430년에 핑후현이 설치되었다. 1991년에 현은 폐지되고 자싱에 속하는 현급시가 되었다. 넓이는 536km2이고, 인구는 2007년 기준으로 480,000명이다.

## 지리와 기후
핑후는 저지대 평원에 위치하고 하천망이 복잡하게 얽혀있다. 왕팡산과 같은 수많은 섬들이 앞바다에 위치해있다. 연평균 기온은 15° C이고 연평균 강수량은 1186mm이다. 농업 생산은 어획량의 영향을 받는다. 주요 작물은 쌀, 밀, 배추, 참새우, 달걀이 있다. 특산물은 소금에 절인 계란과 수박이다. 상하이와의 근접성 때문에 핑후는 많은 다국적 기업들의 투자를 유치하고 있다. 주요 산업은 의류, 포장, 기계, 제지 등이다. 의복 생산이 특히 많아서 핑후는 중국에서 의복 수출량이 가장 많은 곳이다. 이곳은 중국에서 가장 생산성 있는 지역 중 한 곳이다.
시의 남서쪽에 위치한 자푸 항은 항저우만을 낀 중요한 심수항이다. 항구는 당나라 때부터 이곳에 있었고 여전히 중요한 선적지이다. 항구 옆에는 중국에서 가장 중요한 거대 화력 발전소 중 하나로 300만 킬로와트의 발전능력을 갖춘 자싱 화력발전소가 있다.
현대 중국의 유명한 수도사와 교육가와 예술가가 핑후에서 나왔다. 시 중심가에는 리수퉁의 거대한 기념비를 포함해 많은 관광지와 경치좋은 장소가 있다.
| Pinghu (1981−2010)의 기후                      | Pinghu (1981−2010)의 기후 | Pinghu (1981−2010)의 기후 | Pinghu (1981−2010)의 기후 | Pinghu (1981−2010)의 기후 | Pinghu (1981−2010)의 기후 | Pinghu (1981−2010)의 기후 | Pinghu (1981−2010)의 기후 | Pinghu (1981−2010)의 기후 | Pinghu (1981−2010)의 기후 | Pinghu (1981−2010)의 기후 | Pinghu (1981−2010)의 기후 | Pinghu (1981−2010)의 기후 | Pinghu (1981−2010)의 기후 |
| 월                                             | 1월                       | 2월                       | 3월                       | 4월                       | 5월                       | 6월                       | 7월                       | 8월                       | 9월                       | 10월                      | 11월                      | 12월                      | 연간                      |
| ---------------------------------------------- | ------------------------- | ------------------------- | ------------------------- | ------------------------- | ------------------------- | ------------------------- | ------------------------- | ------------------------- | ------------------------- | ------------------------- | ------------------------- | ------------------------- | ------------------------- |
| 역대 최고 기온 °C (°F)                         | 21.4 (70.5)               | 26.9 (80.4)               | 30.0 (86.0)               | 31.4 (88.5)               | 33.4 (92.1)               | 36.3 (97.3)               | 38.7 (101.7)              | 38.5 (101.3)              | 36.7 (98.1)               | 32.8 (91.0)               | 27.8 (82.0)               | 23.6 (74.5)               | 38.7 (101.7)              |
| 일평균 최고 기온 °C (°F)                       | 8.0 (46.4)                | 9.6 (49.3)                | 13.2 (55.8)               | 18.7 (65.7)               | 23.9 (75.0)               | 27.3 (81.1)               | 31.8 (89.2)               | 31.3 (88.3)               | 27.5 (81.5)               | 22.7 (72.9)               | 17.0 (62.6)               | 10.9 (51.6)               | 20.2 (68.3)               |
| 일일 평균 기온 °C (°F)                         | 4.2 (39.6)                | 5.8 (42.4)                | 9.3 (48.7)                | 14.7 (58.5)               | 20.0 (68.0)               | 23.9 (75.0)               | 28.3 (82.9)               | 28.0 (82.4)               | 23.7 (74.7)               | 18.3 (64.9)               | 12.6 (54.7)               | 6.4 (43.5)                | 16.3 (61.3)               |
| 일평균 최저 기온 °C (°F)                       | 0.9 (33.6)                | 2.6 (36.7)                | 6.0 (42.8)                | 11.2 (52.2)               | 16.7 (62.1)               | 21.3 (70.3)               | 25.5 (77.9)               | 25.2 (77.4)               | 20.4 (68.7)               | 14.4 (57.9)               | 8.5 (47.3)                | 2.6 (36.7)                | 12.9 (55.3)               |
| 역대 최저 기온 °C (°F)                         | −8.4 (16.9)               | −7.0 (19.4)               | −4.1 (24.6)               | −1.0 (30.2)               | 6.3 (43.3)                | 12.2 (54.0)               | 18.4 (65.1)               | 17.2 (63.0)               | 10.2 (50.4)               | 1.2 (34.2)                | −3.1 (26.4)               | −9.3 (15.3)               | −9.3 (15.3)               |
| 평균 강수량 mm (인치)                          | 68.5 (2.70)               | 73.8 (2.91)               | 119.6 (4.71)              | 101.3 (3.99)              | 111.1 (4.37)              | 182.5 (7.19)              | 154.6 (6.09)              | 156.0 (6.14)              | 132.6 (5.22)              | 62.7 (2.47)               | 61.2 (2.41)               | 45.8 (1.80)               | 1,269.7 (50)              |
| 평균 상대 습도 (%)                             | 80                        | 79                        | 80                        | 79                        | 79                        | 84                        | 81                        | 81                        | 83                        | 81                        | 80                        | 78                        | 80                        |
| 출처: China Meteorological Data Service Center |                           |                           |                           |                           |                           |                           |                           |                           |                           |                           |                           |                           |                           |

## 행정 구역
3개 가도, 7개 진을 관할한다.
- 가도: 钟埭街道, 当湖街道, 曹桥街道；
- 진: 乍浦镇, 新埭镇, 新仓镇, 黄姑镇, 全塘镇, 广陈镇, 林埭镇.